# Leo Insam
Leo Giuseppe Insam (* 6. Februar 1975 in Bozen; † 24. Juni 2023) war ein italienischer Eishockeyspieler, der zuletzt beim HC Gherdëina in der italienischen Serie A2 unter Vertrag stand.

## Karriere
Leo Insam hat seine Laufbahn als Profispieler 1992 beim HC Gherdëina begonnen. In der Saison 1994/95 wechselte er nach Kanada zu den Nanaimo Clippers in die British Columbia Hockey League, wo er eine Saison spielte. Daraufhin spielte er drei Jahre auf höchstem Niveau in Österreich beim Klagenfurter AC (1996/97). Insam kam dann nach Deutschland in die Deutsche Eishockey Liga zur Düsseldorfer EG (Saison 1997/98 und 1998/99), wo er in 82 Spielen 35 Punkte verbuchen konnte.
Insam kehrte für die Saison 1999/00 nach Italien zurück, weil er von Asiago verpflichtet wurde. In 40 Pflichtspielen brachte er es auf 34 Punkte (16 Tore und 18 Assists). Er wechselte dann zu den HC Milano Vipers. In vier Spielzeiten hat er drei Italienische Meisterschaften sowie jeweils zwei Mal den Italienischen Pokal und den Supercup gewonnen. Aus 180 Spielen konnte er 94 Punkte vorweisen.
In den letzten vier Spielzeiten stand er im Aufgebot des HC Bozen und gewann eine weitere Meisterschaft, einmal den Italienischen Pokal und zwei weitere Male den Supercup. Ab 2009 spielte er wieder bei seinem ersten Club, dem HC Gherdëina. Im November 2010 entschied er sich, aufgrund von Rückenproblemen eine Auszeit zu nehmen und beendete die Saison 2010/11 dadurch frühzeitig. Letztlich markierten die Rückenprobleme auch das Ende seiner Karriere auf dem Eis.
Am 31. Januar 1994 debütierte Insam in der Nationalmannschaft gegen Frankreich und war viele Jahre fester Bestandteil der italienischen Mannschaft. Ihm wurde ein extrem harter Schlagschuss nachgesagt.
Am 24. Juni 2023 starb Insam im Alter von 48 Jahren eines natürlichen Todes.